# Ilaria Scattolo
Ilaria Scattolo (* 1. Oktober 2004 in Innichen, Südtirol) ist eine italienische Biathletin. Sie wurde 2022 Jugendweltmeisterin mit der Staffel und gewann 2025 einen Wettkampf im IBU-Cup.

## Sportliche Laufbahn
Ilaria Scattolo gab ihr internationales Debüt im Dezember 2021 in Martell im IBU-Junior-Cup und lief mit der Staffel auf Anhieb auf Rang zwei. Auf der Pokljuka-Hochebene sicherte sie sich, erneut in einem Staffelrennen, ihren ersten Sieg. Bei den Junioreneuropameisterschaften belegte die Italienerin Rang fünf im Einzel, im Rahmen der Jugend-WM sicherte sie sich mit ihrer Schwester Sara sowie Fabiana Carpella die Goldmedaille im Staffelwettkampf. Nach einer Saison mit wenigen Rennteilnahmen gab Scattolo zu Beginn der Saison 2023/24 ihren Einstand im IBU-Cup, kam aber nicht in die Punkteränge der besten 40 Athleten. Im Juniorcup resultierte in Jakuszyce ein Podestplatz, bei den Juniorenweltmeisterschaften kam keine erneute Medaille zustande. Kurz vor Saisonende gewann sie in Obertilliach als 38. des Einzels ihre ersten Ranglistenpunkte.
Im Winter 2024/25 wurde Scattolo, nachdem sie auf Juniorenebene einen Podestplatz erreicht hatte, in Obertilliach in die IBU-Cup-Mannschaft berufen und sorgte für eine große Überraschung, als sie mit einem Vorsprung von 5,2 Sekunden auf Gilonne Guigonnat den Sprint für sich entscheiden konnte. Auch im Massenstart (Platz sieben) und mit der Mixedstaffel (Platz vier) konnte sie überzeugen. Dementsprechend wurde die Italienerin für die Wettkämpfe in Oberhof im Weltcup nominiert, erreichte allerdings nach Rang 67 im Sprint das Verfolgungsrennen nicht. Erfolg brachten auch die Europameisterschaften, in deren Rahmen Scattolo gemeinsam mit Rebecca Passler, Birgit Schölzhorn und Linda Zingerle die Bronzemedaille im Staffelwettkampf gewann.

## Persönliches
Ilaria Scattolo lebt in Forni Avoltri. Ihre ältere Schwester Sara ist ebenfalls als Biathletin aktiv.

## Statistiken

### Weltcupplatzierungen
Die Tabelle zeigt alle Platzierungen (je nach Austragungsjahr einschließlich Olympische Spiele und Weltmeisterschaften).
- 1.–3. Platz: Anzahl der Podiumsplatzierungen
- Top 10: Anzahl der Platzierungen unter den ersten zehn (einschließlich Podium)
- Punkteränge: Anzahl der Platzierungen innerhalb der Punkteränge (einschließlich Podium und Top 10)
- Starts: Anzahl gelaufener Rennen in der jeweiligen Disziplin
- Staffel: inklusive Mixed- und Single-Mixed-Staffeln

| Platzierung               | Einzel | Sprint | Verfolgung | Massenstart | Staffel | Gesamt |
| ------------------------- | ------ | ------ | ---------- | ----------- | ------- | ------ |
| 1. Platz                  |        |        |            |             |         |        |
| 2. Platz                  |        |        |            |             |         |        |
| 3. Platz                  |        |        |            |             |         |        |
| Top 10                    |        |        |            |             |         |        |
| Punkteränge               |        |        |            |             | 1       | 1      |
| Starts                    |        | 1      |            |             | 1       | 2      |
| Stand: Saisonende 2024/25 |        |        |            |             |         |        |

### Jugend-/Juniorenweltmeisterschaften
Scattolo nahm 2022 an den Jugend- und ab 2024 an den Juniorenwettkämpfen teil.
| Weltmeisterschaften | Weltmeisterschaften | Einzelwettbewerbe | Einzelwettbewerbe | Einzelwettbewerbe | Einzelwettbewerbe | Staffelwettbewerbe | Staffelwettbewerbe |
| Jahr                | Ort                 | Einzel            | Sprint            | Verfolgung        | Massenstart 60    | Damenstaffel       | Mixedstaffel       |
| ------------------- | ------------------- | ----------------- | ----------------- | ----------------- | ----------------- | ------------------ | ------------------ |
| 2022                | Soldier Hollow      | 12.               | 25.               | 13.               | N/A               | 1.                 | N/A                |
| 2024                | Otepää              | 33.               | 29.               | nicht ausgetragen | 27.               | 4.                 | –                  |
| 2025                | Östersund           | 32.               | 28.               | nicht ausgetragen | 39.               | 5.                 | 9.                 |

### IBU-Cup-Siege
| Nr. | Datum         | Ort          | Disziplin |
| --- | ------------- | ------------ | --------- |
| 1.  | 19. Dez. 2024 | Obertilliach | Sprint    |

### Junior-Cup-Siege
| Nr. | Datum         | Ort      | Disziplin      |
| --- | ------------- | -------- | -------------- |
| 1.  | 16. Jan. 2022 | Pokljuka | Mixedstaffel 1 |